# 下-上亨贝克
下-上亨贝克（荷兰语，荷蘭語發音：[ˈneːdər oːvər ˈɦeːmbeːk] ⓘ，法語發音：[nedəʁ ovəʁ embek]）是比利时首都布鲁塞尔北部的一個片区。下-上亨贝克原为一独立市镇，于1813年由村庄下亨贝克和上亨贝克合并而成。1921年，下-上亨贝克与市镇哈伦和拉肯并入布鲁塞尔，成为了布鲁塞尔的片区。